# سباستین سجاس
سباستین سجاس (انگلیسی: Sebastián Cejas؛ زادهٔ ۲۱ آوریل ۱۹۷۵) بازیکن فوتبال اهل آرژانتین است.
از باشگاه‌هایی که در آن بازی کرده‌است می‌توان به باشگاه فوتبال آسکولی، باشگاه فوتبال امپولی، باشگاه فوتبال آ.اس. رم، باشگاه فوتبال فیورنتینا، باشگاه فوتبال نیولز اولد بویز، باشگاه فوتبال کولو-کولو، باشگاه فوتبال روبور سیه‌نا، باشگاه فوتبال جیمناسیا لاپلاتا، و باشگاه فوتبال پیزا اشاره کرد.